# Zenon Gajewski
Zenon Bogumił Gajewski (ur. 27 maja 1928 w Margoninie, w powiecie chodzieskim, zm. 7 listopada 2000 w Warszawie) – polski geolog, specjalista w zakresie geologii złóż surowców mineralnych, zwłaszcza surowców skalnych.

## Młodość
Ojciec Jan zginął w czasie okupacji w obozie koncentracyjnym w Mauthausen.
Lata dziecięce Zenon Gajewski spędził w Ostrowie Wielkopolskim. Podczas okupacji od 14 roku życia pracował jako młodociany pomagając rodzinie. W 1943 złożył przysięgę żołnierską Armii Krajowej, w której służył jako łącznik.
Po wojnie uczył się w gimnazjum i liceum w Ostrowie Wielkopolskim. Egzamin maturalny zdał w 1949. W tym samym roku rozpoczął studia w Zakładzie Geologii Uniwersytetu Warszawskiego. Ukończył je już na nowo powstałym Wydziale Geologii UW, w październiku 1953. Otrzymał dyplom magistra ze specjalnością geologia i paleontologia.

## Praca
Pracę w Państwowym Instytucie Geologicznym Zenon Gajewski podjął jeszcze jako student w 1950. Początkowo był praktykantem w Wydziale Geologii Technicznej. Zajmował się dozorem i nadzorem wierceń na terenie całego kraju, na złożach kruszywa naturalnego oraz surowców ceramicznych. W 1952 został przeniesiony jako pracownik krótkoterminowy do Sekcji Żwirów i Piasków w Wydziale Surowców Skalnych i Niemetalicznych, kierowanym przez Władysława Bobrowskiego. W tym samym roku został pracownikiem etatowym Instytutu.
Po ukończeniu studiów w 1953 otrzymał nakaz pracy w Instytucie Geologicznym. Został młodszym pracownikiem naukowym, a następnie asystentem w tym samym Wydziale, przemianowanym później na Zakład Surowców Skalnych. Od 1952 do 1955 badał wystąpienia i złoża piasków formierskich koło Starachowic oraz wapieni na Roztoczu. W 1954 został kierownikiem Sekcji Złóż Kamieni Budowlanych, przemianowanej w 1955 na Pracownię Złóż Surowców Węglanowych. Kierował nią do 1977. W lutym 1955 został starszym asystentem, a w 1961 został przez Radę Naukową Instytutu Geologicznego mianowany adiunktem. W 1966 uzyskał z Centralnego Urzędu Geologii uprawnienia geologiczne do poszukiwania i badania złóż kopalin stałych.
Od 1955 Zenon Gajewski prowadził poszukiwania i badania surowców węglanowych, w aspekcie ich przydatności do produkcji materiałów wiążących, ale również jako kamieni budowlanych i dekoracyjnych. Badaniami objął terenie całej Polski, a zwłaszcza w rejonie bloku przedsudeckiego, triasu śląsko-krakowskiego i jury krakowsko-wieluńskiej.
Rozpoczął również obszerne badania złóż magnezytu na Dolnym Śląsku. Odkrył i udokumentował kilka dużych złóż tego surowca, w tym złoże Wiry. W oparciu o te badania przygotował pod kierunkiem Mariana Kamieńskiego rozprawę doktorską Występowanie i właściwości magnezytów masywu serpentynitowego Gogołów-Jordanów na tle budowy geologicznej tego obszaru. Obronił ją w 1968. Po uzyskaniu doktoratu został w maju 1972 mianowany samodzielnym pracownikiem naukowo-badawczym, a w kwietniu 1973 docentem w Instytucie Geologicznym.
Był ekspertem Instytutu Materiałów Wiążących w Opolu, był członkiem Polskiego Towarzystwa Geologicznego. W 1974 został mianowany członkiem Komisji Oceny Projektów Badań Geologicznych, a od 1986 członkiem i zastępcą przewodniczącego Komisji Zasobów Kopalin przy Ministrze Ochrony Środowiska i Zasobów Naturalnych. Od 1983 był też członkiem Rady Naukowo-Technicznej Centralnego Ośrodka Badawczo-Rozwojowego Przemysłu Kruszyw Budowlanych w Warszawie.
W 1977 został przeniesiony z Zakładu Geologii Surowców Skalnych do Zakładu Geologii Rud Metali. Zajął się tam problemem wykorzystania skał anortozytowych, których duże ilości miały być wydobywane podczas planowanej eksploatacji rud ilmenitowo-magnetytowych w okolicach Krzemianki na Suwalszczyźnie. Pracował nad podziemną przeróbką tego surowca odpadowego. Brał również udział w rozpoznawaniu i dokumentowaniu złoża rud ilmenitowo-magnetytowych w Udryniu, niedaleko Krzemianki. Za dokumentację tego złoża otrzymał zespołową Nagrodę Ministra Środowiska, Zasobów Naturalnych i Leśnictwa. W Zakładzie Geologii Rud Metali uczestniczył również w dokumentowaniu prognostycznych zasobów rud cynku i ołowiu w rejonie Żarki Zachód oraz Winowno (województwo śląskie)-Będusz.
W latach 1979–1980 brał udział w Międzynarodowej Ekspedycji Geologicznej Rady Wzajemnej Pomocy Gospodarczej w Mongolii jako specjalista i geolog surowcowy. Pracował w górach Chentej, na obszarze Zulget. Poszukiwał tam złóż fluorytu, cyny, wolframu oraz cynku i ołowiu.
Był autorem ponad 30 publikacji oraz wielu opracowań archiwalnych, koreferatów, recenzji, opinii i recenzji.
We wrześniu 1990 odszedł na emeryturę. W listopadzie 2000 zmarł w Warszawie.

## Odznaczenia i nagrody
- Srebrny Krzyż Zasługi
- Złota Odznaka „Zasłużony dla polskiej geologii”
- Odznaka Grunwaldzka
- Zespołowa Nagroda Ministra Środowiska, Zasobów Naturalnych i Leśnictwa

## Publikacje
- Gajewski Z., 1966, Serpentynity Grochowej – Braszowic i związana z nimi mineralizacja magnetytowa, Z geologii Ziem Zachodnich, Sesja naukowa dwudziestolecia polskich badań 1945-1965, t. 2. Zagadnienia geologii podstawowej i stosowanej, s. 451-457.
- Gajewski Z., 1970, Budowa geologiczna i znaczenie gospodarcze dolnośląskich złóż magnezytów oraz perspektywy ich poszukiwań, Przegl. Geol., v. 18, nr 6, s. 265-271, Warszawa.
- Gajewski Z., 1970, Występowanie i własności magnezytów z masywu serpentynitowego Gogołów – Jordanów na tle budowy geologicznej obszaru badań złóż surowców skalnych w Polsce, Biul. IG, nr 240, s. 143-150, Warszawa.
- Gajewski Z., 1974, Masyw serpentynitowy Grochowa – Braszowice oraz jego znaczenie surowcowe, Z badań złóż surowców skalnych w Polsce, t. 7, Biul. IG, nr 280, s. 49-74, Warszawa.
- Gajewski Z., 1979, Surowce węglanowe jury górnej na obszarze krakowsko-wieluńskim i ich znaczenie przemysłowe, Kwart. Geol., t. 23, nr 2, s.395-420, Warszawa.